# Nyalembeng
Nyalembeng is een bestuurslaag in het regentschap Pemalang van de provincie Midden-Java, Indonesië. Nyalembeng telt 2882 inwoners (volkstelling 2010).